# Tanjung Baringin Simarula
Tanjung Baringin Simarula is een bestuurslaag in het regentschap Padang Lawas van de provincie Noord-Sumatra, Indonesië. Tanjung Baringin Simarula telt 396 inwoners (volkstelling 2010).